# Robert de Vannes
Robert de Vannes (mort après 1232) est évêque de Vannes de 1220 à 1231.

## Contexte
Robert, dont l'origine est inconnue, est mentionné pour la première fois comme évêque de Vannes en 1220, lorsqu'il confirme une charte entre Payen de Malestroit et les moines du prieuré de la Madeleine. Selon Dom Morice, le 25 octobre 1223, avec six autres évêques de Bretagne et celui d'Angers, il assiste à la consécration de l'abbatiale de l'abbaye de Villeneuve dans le diocèse de Nantes. À cette occasion, les corps de Guy de Thouars, de la duchesse Constance et de leur fille Alix de Thouars sont transférés dans la nouvelle église.
Lorsque le duc Pierre Mauclerc entre en conflit avec l'épiscopat de son duché, il est parmi les évêques bretons qui, en 1230, l'excommunient. Il est alors vraisemblablement expulsé de son diocèse, car, en 1232, il réside, selon une charte de cette abbaye, à l'abbaye Notre-Dame du Landais dans le diocèse de Bourges. La « chronique de Rhuys » mentionne d’ailleurs dès 1231 la nomination de son successeur, qu'elle estime être Cadioc : MCCXXI Ordinatio Cadiocus Episcopi Venetensis.

## Source
- (la) Jean-Barthélemy Hauréau, Gallia Christiana, vol. XIV Provincia Turonensi, Paris, Firmin-Didot, 1856, p. 926 Ecclesia Venentesis XXXIV Robertus I..